# Halle Georges-Carpentier
La halle Georges-Carpentier est une salle polyvalente de 4 800 places, 5 009 en configuration basket-ball, située dans le 13e arrondissement de Paris, au 81, boulevard Masséna. Elle fait partie d'un centre sportif important qui comprend un gymnase, des terrains de football, de rugby et d'athlétisme.

## Historique
Construite en 1960, elle a notamment accueilli les finales du championnat du monde de handball masculin 1970.
Rénovée en 1988 et inaugurée le 17 décembre 1988, elle prend alors son nom en hommage au boxeur Georges Carpentier (1894-1975).
De nombreux événements y sont organisés, en particulier des combats de boxe ou des compétitions de badminton, tennis de table, volley-ball, handball, etc.
Parmi les compétitions qui s'y sont déroulées, figurent :
- les championnats du monde d'escrime 2010
- les championnats du monde d'escrime en fauteuil 2010
- la coupe du monde de tennis de table
- le challenge international Georges-Marrane (handball)
- l'open de France (badminton)
- La coupe du monde de Vovinam Việt Võ Đạo en 2014 et 2022

- Les matchs à domicile du Paris Saint-Germain Handball en Ligue des champions y sont organisés.
- Certains matchs à domicile du Paris Levallois (basket) en Pro A y sont organisés.
- La JSF Nanterre y joua l'ensemble de ses matchs à domicile de l'Euroligue de basket-ball 2013-2014.
- Le Championnat de France de roller in line hockey en 2012[3], 2013[4], 2015[5], 2016[6], 2019[7], 2020[8], 2021[9], 2022[10]

- Finale de la Coupe de France féminine de volley-ball en 2023, 2024.

Depuis la saison 2017-2018, la halle Georges-Carpentier accueille les matchs à domicile du Paris Basket Avenir, devenu le Paris Basketball en 2018.

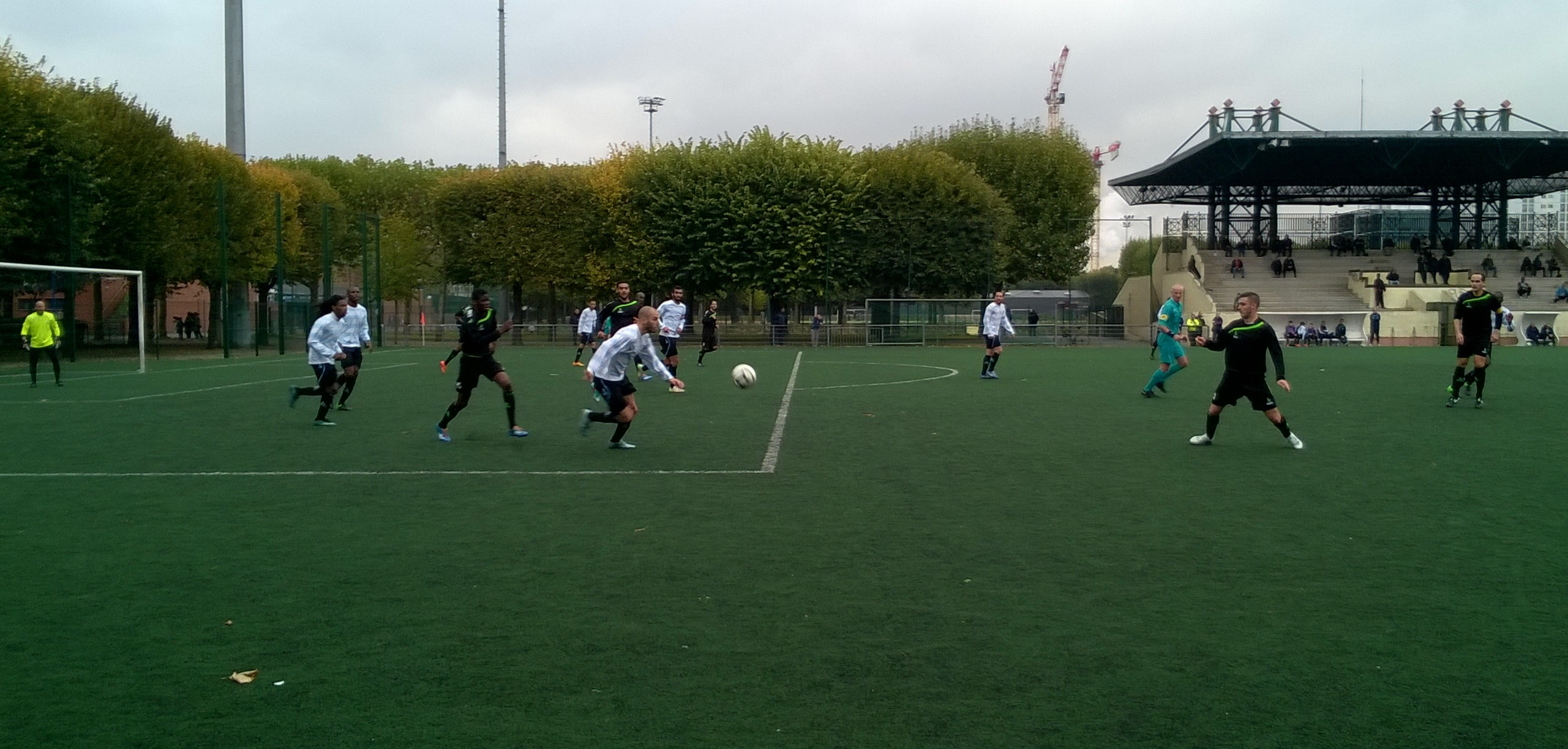
Scène de football sur le stade annexe, en 2015.
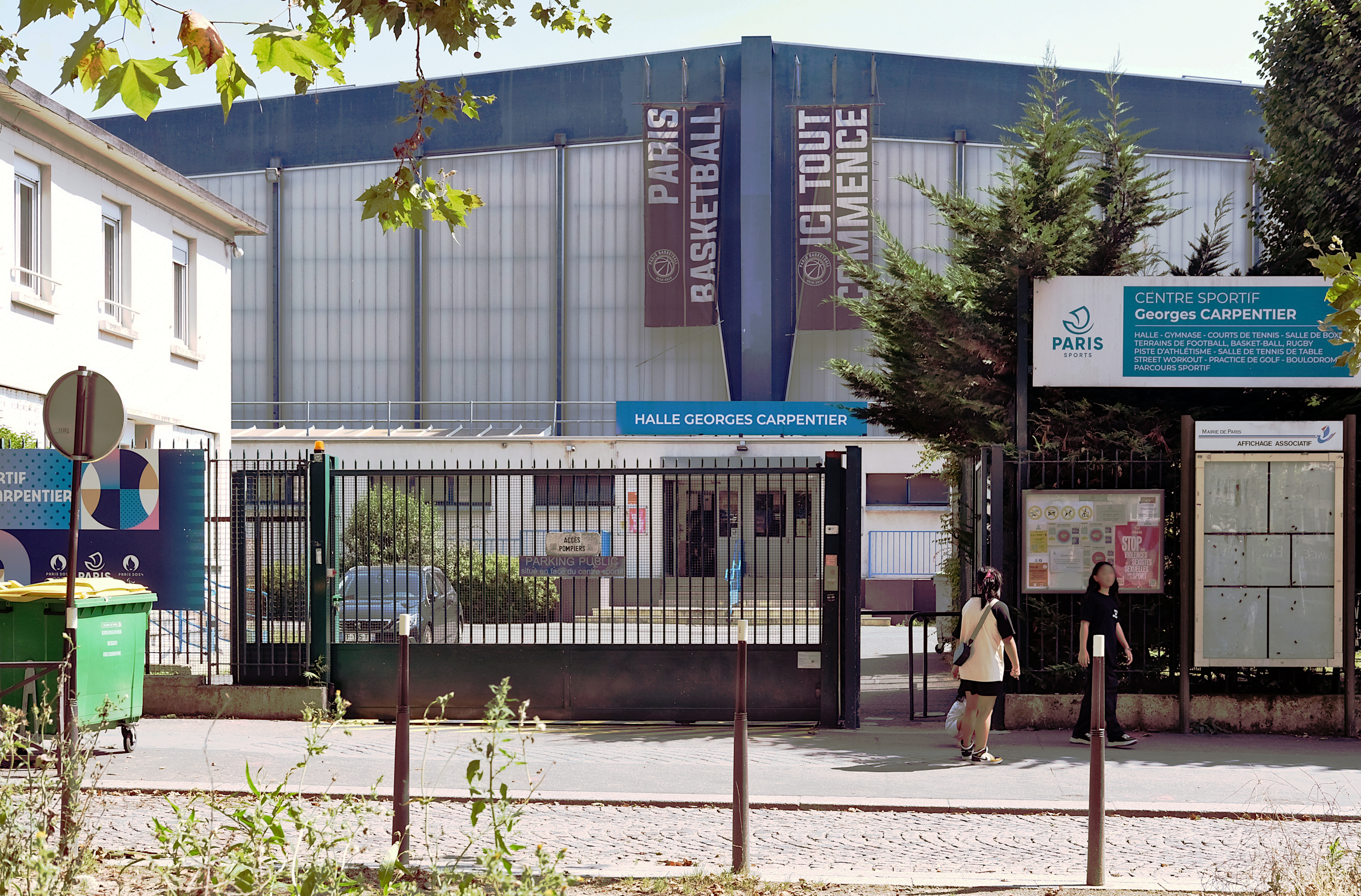
La halle Georges-Carpentier pendant les Jeux Olympiques de Paris en 2024.

## Accès
La halle Georges-Carpentier est desservie à proximité par la ligne   aux stations Porte d'Ivry et Porte de Choisy ainsi que par les lignes   et  .